# Стрюкове (Березівський район)
Стрю́кове — село в Україні, в Березівському районі Одеської області. Адміністративний центр Стрюківської сільської громади. Населення становить 2066 осіб.
23 вересня 1975 р. об'єднано села Ананьївка (до 1945 р. Шварцево) і Стрюкове Стрюківської сільради в одне село Стрюкове.

## Населення
Згідно з переписом УРСР 1989 року чисельність наявного населення села становила 2259 осіб, з яких 1035 чоловіків та 1224 жінки.
За переписом населення України 2001 року в селі мешкало 2058 осіб.

### Мова
Розподіл населення за рідною мовою за даними перепису 2001 року:
| Мова       | Відсоток |
| ---------- | -------- |
| українська | 94,63 %  |
| російська  | 2,47 %   |
| румунська  | 1,36 %   |
| вірменська | 0,82 %   |
| болгарська | 0,29 %   |
| гагаузька  | 0,10 %   |
| інші       | 0,33 %   |